# Pavlov (ort i Tjeckien, Vysočina, lat 49,24, long 15,56)
Pavlov är en ort i Tjeckien.   Den ligger i regionen Vysočina, i den centrala delen av landet, 120 km sydost om huvudstaden Prag. Pavlov ligger 655 meter över havet och antalet invånare är 432.
Terrängen runt Pavlov är huvudsakligen platt. Pavlov ligger uppe på en höjd. Runt Pavlov är det ganska glesbefolkat, med 34 invånare per kvadratkilometer. Närmaste större samhälle är Jihlava, 17,2 km norr om Pavlov. Trakten runt Pavlov består till största delen av jordbruksmark.